# No Plan
No Plan è un EP del cantautore britannico David Bowie, pubblicato postumo l'8 gennaio 2017 dalla Columbia Records.

## Descrizione
Pubblicato nel giorno in cui il cantautore avrebbe compiuto 70 anni, contiene il singolo Lazarus (tratto da Blackstar) e tre brani tratti dal musical di Broadway Lazarus e incise durante le sedute di registrazione di Blackstar. Tutti i brani erano già stati pubblicati nell'album Lazarus: Original Cast Recording, uscito nell'ottobre 2016. 
L'uscita dell'EP è stata accompagnata da un videoclip musicale diretto da Tom Hingston per il brano No Plan, che fu caricato l'8 gennaio 2017, il giorno in cui David Bowie avrebbe compiuto 70 anni.

## Tracce
1. Lazarus – 6:24
2. No Plan – 3:40
3. Killing a Little Time – 3:46
4. When I Met You – 4:09

## Classifiche
| Classifica (2017)   | Posizione massima |
| ------------------- | ----------------- |
| Messico (airplay)   | 24                |
| Regno Unito         | 92                |
| Regno Unito (vinyl) | 1                 |
| Stati Uniti         | 131               |